# توشييا موتوزوكا
توشييا موتوزوكا (باليابانية: 本塚 聖也) (مواليد 20 مايو 1997) هو لاعب كرة قدم ياباني.

## وصلات خارجية
- توشييا موتوزوكا على موقع رابطة كرة القدم اليابانية للمحترفين (اليابانية)
- توشييا موتوزوكا على موقع قاعدة بيانات كرة القدم.إي يو (الإنجليزية)
- توشييا موتوزوكا على موقع Soccerway.com (الإنجليزية)
- توشييا موتوزوكا على موقع عالم كرة القدم.نت (الإنجليزية)